# Gyros muiri
Gyros muiri là một loài bướm đêm trong họ Crambidae.